# Anfidromia
A Anfidromia (em grego clássico: τὰ Ἀμφιδρόμια), na Grécia antiga, era uma festa cerimonial celebrada no quinto ou sétimo dia após o nascimento de uma criança.
Era uma festa familiar dos atenienses, na qual o recém-nascido era introduzido na família, e os filhos das famílias mais pobres recebiam seus nomes. As famílias mais ricas realizavam uma cerimônia de nomeação para seus filhos no décimo dia chamada dekate. Esta cerimónia, ao contrário da Anfidromia, foi aberta ao público mediante convite. Nenhum dia específico foi fixado para esta solenidade; mas não ocorreu logo após o nascimento da criança, pois acreditava-se que a maioria das crianças morria antes do sétimo dia, e a solenidade foi, portanto, geralmente adiada para depois desse período, para que houvesse pelo menos alguma probabilidade de a criança permanecer viva.
Segundo o Suda, a festa era realizada no quinto dia, quando as mulheres que haviam prestado assistência ao parto lavavam as mãos, mas essa purificação antecedia a solenidade real. Os amigos e parentes dos pais eram convidados para a festa da anfidromia, que se realizava à noite, e geralmente apareciam com presentes, entre os quais se mencionam o choco e o pólipo marinho. A casa era decorada por fora com ramos de oliveira se a criança fosse menino, ou com guirlandas de lã se a criança fosse menina; e uma refeição foi preparada.
A criança era então carregada ao redor do fogo pela ama, e assim, por assim dizer, apresentada aos deuses da casa e à família, e ao mesmo tempo recebia seu nome, do qual os convidados eram testemunhas. O transporte da criança ao redor da lareira era a parte principal da solenidade, da qual derivou seu nome. Mas o Escólio em Aristófanes (Lysistr. 758) deriva seu nome do fato de que os convidados, enquanto o nome foi dado à criança, caminharam ou dançaram ao redor dela.
Este festival às vezes é chamado a partir do dia em que ocorreu.